# Військова хунта
Військо́ва ху́нта або просто ху́нта (ісп. Junta militar, junta, від лат. junctus — об'єднаний, пов'язаний) — вид авторитарного політичного режиму, військово-бюрократична диктатура, встановлена внаслідок військового перевороту і яка здійснює диктаторське правління методами терору. Розповсюдження поняття отримало від військових режимів у латиноамериканських країнах. В радянській політологічній науці під «хунтою» малася на увазі влада реакційних військових угруповань в ряді капіталістичних держав, що встановили режим військової диктатури фашистського або близького до фашизму толку.
На пострадянському просторі поняття отримало чітко негативну конотацію, тому також використовується в пропагандистських цілях для створення негативного образу уряду тієї чи іншої держави. В переносному сенсі поняття «хунта» також застосовується щодо урядів клептократичних держав з високим рівнем корупції. У розмовній мові термін може застосовуватися навіть відносно групи осіб, які діють за взаємною згодою з непорядними цілями.

## Хунта як політична система
Військова хунта була одним з наймасовіших видів авторитарних режимів, що виникли в період звільнення низки країн від колоніальної залежності і формування національних держав: в традиційних суспільствах військові виявлялись найбільш організованою і згуртованою соціальною групою, здатною об'єднати суспільство на основі ідеї національного самовизначення.
Після приходу до влади політичний курс військової верхівки в різних країнах отримував різної спрямованості: в одних державах він призводив до відсторонення від влади корумпованих компрадорських еліт і в цілому був на користь формуванню національної держави (Індонезія, Тайвань).
Після Другої світової війни більшість військових хунт мали перехідний характер, зазвичай еволюціонуючи від авторитаризму до демократії (Іспанія, Чилі, Південна Корея, Бразилія, Аргентина та ін.). Причинами цього вважаються, з одного боку — зростання політико-економічних протиріч, які не можна вирішити при авторитарній формі правління, з іншого боку — зростанням впливу індустріально розвинених країн, які намагалися розширити сферу демократичних цінностей.

## Найвідоміші військові хунти
| Країна                           | Роки                                    | Назва                                                                                     |
| -------------------------------- | --------------------------------------- | ----------------------------------------------------------------------------------------- |
| Таїланд                          | 1932—1973 1976—1980 1991—1992 2006—2008 | Військове правління Хунта 1976 року Національна миротворча рада Рада національної безпеки |
| Нігерія                          | 1966—1979 1983—1998                     | Військові хунти                                                                           |
| Греція                           | 1967—1974                               | Режим полковників                                                                         |
| Перу                             | 1968—1980                               | Диктаторський військовий уряд                                                             |
| Бразилія                         | 1930 1969                               | Перша військова хунта Друга військова хунта                                               |
| Сомалі                           | 1969—1991                               | Верховна революційна рада                                                                 |
| Болівія                          | 1970—1971 1980—1982                     | Болівійські військові хунти                                                               |
| Чилі                             | 1973—1990                               | Диктатура Піночета                                                                        |
| Португалія                       | 1974—1976                               | Рада національного порятунку                                                              |
| Ефіопія                          | 1974—1987                               | Дерг                                                                                      |
| Аргентина                        | 1976—1983                               | Процес національної реорганізації                                                         |
| Сальвадор                        | 1979—1982                               | Революційна Хунта                                                                         |
| Ліберія                          | 1980—1986                               | Рада народного порятунку                                                                  |
| Польща                           | 1981—1983                               | Військова рада національного порятунку                                                    |
| М'янма                           | 1988—2011                               | Державна рада миру і розвитку                                                             |
| Гаїті                            | 1991—1994                               | Хунта генерала Седра                                                                      |
| Мавританія                       | 2008—2009                               | Хунта Абдель Азіза                                                                        |
| Єгипет                           | 2011—2012                               | Вища рада Збройних сил                                                                    |
| Малі                             | 2012—2013                               | Національний комітет з відновлення демократії і відродження держави в Малі                |
| Центральноафриканська Республіка | 2013—2014                               | Уряд Мишеля Джотодія                                                                      |
| Мадагаскар                       | 2009—2014                               | Високий тимчасовий орган                                                                  |

## Невдалі військові хунти
- Путч генералів — заколот французьких військ в Алжирі проти де Голля (1961)

## Країни, що знаходяться під управлінням військових хунт
- Нігер (з 2023)
- Фіджі (з 2006)
- Таїланд (з 2014)
- М'янма (3 2021)